# فهرست روا
فهرست روا (انگلیسی: allowlist) به‌عنوان یک لیست مثبت (و با رواج کمتر، به‌طور کلی لیست استثنایی یا مجاز نیز شناخته می‌شود)؛ خلاف فهرست سیاه، ابزار یا مکانیزمی در فناوری اطلاعات است که به صراحت به برخی از نهادهای شناسایی شده اجازه می‌دهد تا به یک امتیاز، سرویس، تحرک یا شناسایی ویژه دسترسی داشته باشند، یعنی لیستی از مواردی است که وقتی همه چیز به‌طور پیش فرض رد می‌شود، مجاز است. این برعکس لیست سیاه است، که لیستی از مواردی است که وقتی همه چیز به‌طور پیش فرض مجاز است، رد می‌شود.

## تذکر
لیست سفید(انگلیسی: Whitelist)، توام با تحقیر سیاهان است. 

## فهرست روا
فیلترهای هرزنامه اغلب شامل قابلیت «فهرست سفید» برخی آدرس‌های IP فرستنده، آدرس‌های ایمیل یا نام‌های دامنه برای محافظت از ایمیل‌های آنها در برابر رد یا ارسال به یک پوشه ایمیل ناخواسته است. اینها می‌توانند به صورت دستی توسط کاربر یا مدیر سیستم نگهداری شوند - اما می‌توانند به خدمات فهرست روا نگهداری شده خارجی نیز اشاره کنند.

## فهرست‌های روای رایانامه
فیلترهای هرزنامه اغلب شامل قابلیت «فهرست سفید» برخی آدرس‌های IP فرستنده، آدرس‌های ایمیل یا نام‌های دامنه برای محافظت از ایمیل‌های آن‌ها در برابر رد یا ارسال به یک پوشه ایمیل ناخواسته است. این‌ها می‌توانند به صورت دستی توسط کاربر یا مدیر سیستم نگهداری شوند - اما می‌توانند به خدمات فهرست روا نگهداری شده خارجی نیز اشاره کنند.

## فهرست رواهای غیر تجارتی
لیست‌های سفید غیرتجاری توسط سازمان‌های غیرانتفاعی مختلف، ISPها و سایرینی که علاقه‌مند به مسدود کردن هرزنامه هستند اداره می‌شوند. به‌جای پرداخت هزینه، فرستنده باید یک سری آزمایش را پشت سر بگذارد. به عنوان مثال، سرور ایمیل آن‌ها نباید یک رله باز باشد و یک آدرس IP ثابت داشته باشد. اپراتور فهرست روا ممکن است در صورت دریافت شکایات، سروری را از لیست حذف کند.